# Andreas Romberg
Pour les articles homonymes, voir Romberg.
Andreas Jakob Romberg est un compositeur allemand, né à Vechta le 27 avril 1767 et mort à Gotha le 10 novembre 1821.

## Biographie
Il apprend le violon avec son père musicien et se produit dès sept ans, puis intègre l'Orchestre de la cour de Münster. En 1790 il entre dans l'orchestre de la cour du prince-électeur de Bonn à l'instar de son cousin Bernhard Romberg (1767-1841) avec lequel il se produisit partout en Europe entre 1784 et 1796. C'est à cette époque qu'il rencontre le jeune Beethoven, jouant en quatuor, Franz Anton Ries au premier violon, Beethoven à l'alto, son cousin au violoncelle.
En 1793, on le retrouve à Hambourg où il fait partie des rangs de l'orchestre de l'Opéra. C'est là qu'il fera représenter sa première grande œuvre vocale, le singspiel intitulé Der Rabe [Le corbeau] en 1794.
En 1796, il part pour Vienne avec le peintre Karl von Kügelgen et rencontre Haydn qui s'intéresse aux trois Quatuors opus 3, écrits juste avant les premiers de Beethoven (opus 18).
Après un voyage à Paris, il s'installe à Hambourg où il devient une personnalité musicale importante de la ville.
En 1815 il succède à Louis Spohr au poste de Hofkapellmeister (directeur de la musique de la chapelle de la cour) à la cour du Duc de Gotha.
La Symphonie des jouets lui fut attribuée, ainsi qu'à Joseph Haydn et à Leopold Mozart, avant de l'être au moine bénédictin Edmund Angerer.

## Œuvres

### Quatuors à cordes
- 3 Quatuors à cordes, op. 1 (mi bémol majeur, sol mineur, fa majeur)
- 3 Quatuors à cordes, op. 2 (ré majeur, mi mineur, fa majeur)
- 3 Quatuors à cordes, op. 5
- 3 Quatuors à cordes, op. 7
- Quatuor brillant, op. 11
- 3 Quatuors à cordes, op. 16
- 3 Quatuors à cordes, op. 30
- Quatuor à cordes, op. 40
- 3 Quatuors à cordes, op. 53
- 3 Quatuors à cordes, op. 59
- 3 Quatuors à cordes, op. 76
- Tre rondi alla Pollacca op. 34

### Quatuors avec piano
- Quatuor avec piano et cordes, op. 19

### Sonates pour violon et piano
- 3 Sonates pour violon et piano, op. 9 (sol majeur, si bémol majeur, ut mineur)

### Quintettes
- Quintette à cordes, op. 23
- Quintette à cordes, op. 58
- 6 Quintettes avec flûtes op. 21
- 3 Quintettes avec flûtes op. 41
- Quintette avec clarinette, op. 57

### Lieder
- An den Mond [« À la lune »] Füllest wieder Busch und Tal (« Si tu emplis de nouveau le bois et la vallée ») (Goethe) (1793)
- Erlkönig [« Le roi des aulnes »] Wer reitet so spät durch Nacht und Wind ? (« Qui chevauche si tard dans la nuit et le vent ? ») (Goethe) (1793)

### Œuvres chorales
- Psaume 110 (Dixit Dominus), op. 61
- Te Deum
- Messe en si majeur, avec orchestre (1787)
- Trois chants liturgiques : Pater Noster - O salutaris Hostia - Gloria Deo Patri, pour solistes, chœur et orchestre
- Das Lied von der Glocke [« Le Chant de la cloche »], cantate, op. 25 (Schiller) — L'œuvre la plus connue de Romberg.
- 3 Cantates :
  - Die Macht des Gesanges [« La puissance du chant »] (Schiller)
  - Die Harmonie der Sphären [« L'harmonie des sphères »] (Kosegarten)
  - Was bleibet und was schwindet [« Ce qui demeure et ce qui disparaît »] (Kosegarten)

### Concertos
- 22 concertos pour violon

### Orchestre
- 10 Symphonies
- Symphonie no 3 en ut majeur, op. 33
- Symphonie no 4 en ut majeur, op. 51 « Alla turca »
- Pot-pourri sur Don Giovanni, op. 47
- Die Großmut des Scipio [« Le grand courage de Scipion »], ouverture, op. 54

### Opéras
- Die Macht der Musik [« La puissance de la musique »] (1791)
- Der blaue Ungeheuer [« Le monstre bleu »] (1793)
- Die Nebelkappen [« Les manteaux de brouillard »] (1793)
- Der Rabe [« Le corbeau »] (Hambourg 7 avril 1794) - Singspiel, son ouvrage le plus réussi et célèbre.
- Don Mendoza (Paris, 1802)
- Point de bruit (Paris, 1810)
- Die Ruinen zu Paluzzi [« Les ruines de Paluzzi »] (Hambourg, 27 décembre 1811)
- Die Grossmut des Scipio (Gotha, 1816)

## Discographie
- Concertos pour violon nos 4, 9 et 12 - Chouchane Siranossian, violon ; Capriccio barockorchester (avril 2018, Alpha 452)
- Symphonie no 4 - Colegium musicum de Bâle, dir. Kevin Griffith (2018, CPO 555175-2) — avec Mozart et Haydn.
- Quatuors à cordes op. 1 - Quatuor de Leipzig (MDG)
- Quatuors à cordes op. 2, 16 & 30 - Quatuor de Leipzig (MDG)
- Komponisten in Niedersachsen Vol. 2, œuvres d'August Pott, Ernst Frank, Johann Gottfried Schwanberger, Andreas Romberg et Hans von Bülow, par le Göttinger Symphonie Orchester, dir. Marc Andreae et Christian Simonis (Thorofon CTH 2414, 2000)